# Lijst van afleveringen van Spartacus
Dit is een lijst van afleveringen van Spartacus.
| Seizoen | Afleveringen | Uitzenddatum    | Uitzenddatum     | Dvd en Blu-ray verschijning | Dvd en Blu-ray verschijning |
| Seizoen | Afleveringen | Start           | Einde            | Nederland                   | België                      |
| ------- | ------------ | --------------- | ---------------- | --------------------------- | --------------------------- |
| 1       | 13           | 22 januari 2010 | 16 april 2010    | 1 november 2011             | 1 november 2011             |
| P       | 6            | 21 januari 2011 | 25 februari 2011 | 29 augustus 2012            | 29 augustus 2012            |
| 2       | 10           | 27 januari 2012 | 30 maart 2012    | TBA                         | TBA                         |
| 3       | 10           | 25 januari 2013 | 12 april 2013    | TBA                         | TBA                         |

## Lijst van afleveringen

### Seizoen 1: Blood and Sand (2010)
| No. | #  | Titel                          | Regisseur          | Schrijver(s)                                               | Uitzenddatum     | Productie code | Kijkcijfers USA (miljoen) |
| --- | -- | ------------------------------ | ------------------ | ---------------------------------------------------------- | ---------------- | -------------- | ------------------------- |
| 1   | 1  | "The Red Serpent"              | Rick Jacobson      | Steven S. DeKnight                                         | 22 januari 2010  | SPS101         | 0,66                      |
| 2   | 2  | "Sacramentum Gladiatorum"      | Rick Jacobson      | Steven S. DeKnight                                         | 29 januari 2010  | SPS102         | 0,77                      |
| 3   | 3  | "Legends"                      | Grady Hall         | Brent Fletcher                                             | 5 februari 2010  | SPS103         | 0,86                      |
| 4   | 4  | "The Thing in the Pit"         | Jesse Warn         | Aaron Helbing & Todd Helbing                               | 12 februari 2010 | SPS104         | 0,66                      |
| 5   | 5  | "Shadow Games"                 | Michael Hurst      | Miranda Kwok                                               | 19 februari 2010 | SPS105         | 0,85                      |
| 6   | 6  | "Delicate Things"              | Rick Jacobson      | Tracy Bellomo & Andrew Chambliss                           | 26 februari 2010 | SPS106         | 1,08                      |
| 7   | 7  | "Great and Unfortunate Things" | Jesse Warn         | Brent Fletcher & Steven S. DeKnight                        | 5 maart 2010     | SPS107         | 0,97                      |
| 8   | 8  | "Mark of the Brotherhood"      | Rowan Woods        | Aaron Helbing & Todd Helbing                               | 12 maart 2010    | SPS108         | 0,88                      |
| 9   | 9  | "Whore"                        | Michael Hurst      | Daniel Knauf                                               | 19 maart 2010    | SPS109         | 1,11                      |
| 10  | 10 | "Party Favors"                 | Chris Martin-Jones | Brent Fletcher & Miranda Kwok                              | 26 maart 2010    | SPS110         | 1,27                      |
| 11  | 11 | "Old Wounds"                   | Glenn Standring    | Verhaal: Dan Filie & Patricia Wells Teleplay: Daniel Knauf | 2 april 2010     | SPS111         | 1,13                      |
| 12  | 12 | "Revelations"                  | Michael Hurst      | Brent Fletcher                                             | 9 april 2010     | SPS112         | 1,29                      |
| 13  | 13 | "Kill Them All"                | Jesse Warn         | Steven S. DeKnight                                         | 16 april 2010    | SPS113         | 1,23                      |

### Prequel: Gods of the Arena (2011)
| # | Titel                 | Regisseur     | Schrijver(s)                     | Uitzenddatum     | Kijkcijfers USA (miljoen) |
| - | --------------------- | ------------- | -------------------------------- | ---------------- | ------------------------- |
| 1 | "Past Transgressions" | Jesse Warn    | Steven S. DeKnight               | 21 januari 2011  | 1,10                      |
| 2 | "Missio"              | Rick Jacobson | Maurissa Tancharoen & Jed Whedon | 28 januari 2011  | 1,14                      |
| 3 | "Paterfamilias"       | Michael Hurst | Aaron Helbing & Todd Helbing     | 4 februari 2011  | 1,26                      |
| 4 | "Beneath the Mask"    | Brendan Maher | Seamus Kevin Fahey & Misha Green | 11 februari 2011 | 1,11                      |
| 5 | "Reckoning"           | John Fawcett  | Brent Fletcher                   | 18 februari 2011 | 1,38                      |
| 6 | "The Bitter End"      | Rick Jacobson | Steven S. DeKnight               | 25 februari 2011 | 1,72                      |

### Seizoen 2: Vengeance (2012)
| No. | #  | Titel                   | Regisseur          | Schrijver(s)                 | Uitzenddatum     | Productie code | Kijkcijfers USA (miljoen) |
| --- | -- | ----------------------- | ------------------ | ---------------------------- | ---------------- | -------------- | ------------------------- |
| 14  | 1  | "Fugitivus"             | Michael Hurst      | Steven S. DeKnight           | 27 januari 2012  | SPS201         | 1,39                      |
| 15  | 2  | "A Place in This World" | Jesse Warn         | Brent Fletcher               | 3 februari 2012  | SPS202         | 1,30                      |
| 16  | 3  | "The Greater Good"      | Brendan Maher      | Tracey Bellomo               | 10 februari 2012 | SPS203         | 1,40                      |
| 17  | 4  | "Empty Hands"           | Mark Beesley       | Allison Miller               | 17 februari 2012 | SPS204         | 1,47                      |
| 18  | 5  | "Libertus"              | Rick Jacobson      | Aaron Helbing & Todd Helbing | 24 februari 2012 | SPS205         | 1,56                      |
| 19  | 6  | "Chosen Path"           | Michael Hurst      | Misha Green                  | 2 maart 2012     | SPS206         | 1,19                      |
| 20  | 7  | "Sacramentum"           | Jesse Warn         | Seamus Kevin Fahey           | 9 maart 2012     | SPS207         | 1,25                      |
| 21  | 8  | "Balance"               | Chris Martin-Jones | Jed Whedon                   | 16 maart 2012    | SPS208         | 1,10                      |
| 22  | 9  | "Monsters"              | TJ Scott           | Brent Fletcher               | 23 maart 2012    | SPS209         | 1,35                      |
| 23  | 10 | "Wrath of the Gods"     | Jesse Warn         | Steven S. DeKnight           | 30 maart 2012    | SPS210         | 1,45                      |

### Seizoen 3: War of the Damned (2013)
| No. | #  | Titel                    | Regisseur     | Schrijver(s)                 | Uitzenddatum     | Productie code | Kijkcijfers USA (miljoen) |
| --- | -- | ------------------------ | ------------- | ---------------------------- | ---------------- | -------------- | ------------------------- |
| 24  | 1  | "Enemies of Rome"        | Mark Beesley  | Steven S. DeKnight           | 25 januari 2013  | SPS301         | 0,93                      |
| 25  | 2  | "Wolves at the Gate"     | Jesse Warn    | Aaron Helbing & Todd Helbing | 1 februari 2013  | SPS302         | 0,82                      |
| 26  | 3  | "Men of Honor"           | John Fawcett  | Brent Fletcher               | 8 februari 2013  | SPS303         | 0,95                      |
| 27  | 4  | "Decimation"             | Michael Hurst | Seamus Kevin Fahey           | 22 februari 2013 | SPS304         | 0,88                      |
| 28  | 5  | "Blood Brothers"         | T.J. Scott    | Allison Miller               | 1 maart 2013     | SPS305         | 1,02                      |
| 29  | 6  | "Spoils of War"          | Mark Beesley  | Jed Whedon                   | 8 maart 2013     | SPS306         | 0,87                      |
| 30  | 7  | "Mors Indecapta"         | Jesse Warn    | David Kob & Mark Leitner     | 15 maart 2013    | SPS307         | 1,09                      |
| 31  | 8  | "Separate Paths"         | T.J. Scott    | Brent Fletcher               | 22 maart 2013    | SPS308         | 1,09                      |
| 32  | 9  | "The Dead and the Dying" | Michael Hurst | Jeffrey Bell                 | 5 april 2013     | SPS309         | 1,07                      |
| 33  | 10 | "Victory"                | Rick Jacobson | Steven S. DeKnight           | 12 april 2013    | SPS310         | 1,42                      |